# Lactobacillus brevis
Lactobacillus brevis è una specie di batterio appartenente alla famiglia delle Lactobacillaceae.